# Oberstufenschule

Das Bildungssystem in der Schweiz (vereinfacht)

Die Oberstufenschule, häufig einfach als Oberstufe bezeichnet, ist in der Schweiz die Sekundarstufe I  nach der Primarschule. Nach Abschluss der Oberstufenschule ist das Schulobligatorium beendet. In Teilen der Schweiz und im Fürstentum Liechtenstein wird sie auch als Sekundarschule bezeichnet.
Die Oberstufenschule wird normalerweise vom 12. bis zum 15. Lebensjahr besucht. Sie dauert in der deutsch- und französischsprachigen Schweiz drei Jahre, im Kanton Tessin und in Liechtenstein vier Jahre.
Oberstufenschulen werden je nach Kanton in einem oder mehreren verschiedenen Modellen geführt. Im geteilten Modell sind die Schüler nach Leistungskriterien in zwei bis vier Schultypen mit separaten Klassen aufgeteilt. Im kooperativen und im integrierten Modell besuchen die Schüler den Unterricht in Stammklassen sowie in leistungsdifferenzierten Niveaukursen.
Die Bezeichnungen der Oberstufenschulen unterscheiden sich von Kanton zu Kanton. Einen Überblick über die Schultypen der Sekundarstufe I der einzelnen Schweizer Kantone bietet die Tabelle im Abschnitt Sekundarstufe I im Artikel Bildungssystem in der Schweiz. Im Fürstentum Liechtenstein heissen die Schulen Realschule, Oberschule und Gymnasium Unterstufe.